# Ezüst-bromid
Az ezüst-bromid egy halványsárga színű, szervetlen só, képlete: AgBr. Fényre érzékeny, fény hatására bomlik. Vízben gyakorlatilag oldhatatlan. Félvezető tulajdonságú, kisebb hevítés hatására az elektromos áramot vezeti. Fényérzékenysége miatt a fényképészetben használták fel.

## Kémiai tulajdonságai
Vízben, savakban és etanolban oldhatatlan, de nátrium-tioszulfát és nátrium-cianid oldatában feloldódik. Ennek az az oka, hogy az ezüst-bromid ezekkel a vegyületekkel komplexet képez. Gyakorlati szempontból a legfontosabb reakciója, hogy fény hatására elbomlik: 
{\displaystyle \mathrm {AgBr{\xrightarrow {h\nu }}Ag+Br} }

## Előfordulása a természetben
A természetben a brómargirit nevű ásványként található meg. Ez az ásvány sárgászöld kristályokat alkot. A brómargiritnél gyakoribbak az ezüst-kloriddal alkotott keverékásványai.

## Előállítása
Az ezüst-bromid sárgászöld csapadékként válik le, ha egy vízben oldódó ezüstsó (például ezüst-nitrát) oldatához valamilyen bromidot adnak. Fényérzékeny, ezért sötétkamrában célszerű előállítani.

## Felhasználása
Az ezüst-bromidot a fényképészetben használják fel. A filmen (fotopapíron) zselatinréteg található, amely kolloid ezüst-bromidot tartalmaz. Ez a film fényérzékeny rétege. Ha a fényérzékeny rétegre fény jut a fényképezőgép lencserendszerén keresztül, az ezüst-bromid elbomlik, ezüstté redukálódik és bróm válik ki. A filmnek azon a részein, amelyeket több fény ér (a tárgy világosabb részei), több ezüst válik szabaddá, mint a kevésbé megvilágított helyeken. 
A fényképészetben a megvilágítás csak rövid ideig tart, ezért csak kevés ezüst kristálygóc keletkezik. Ezért előhívásra van szükség, hogy láthatóvá váljon a kép. Ezt gyenge redukálószerekkel, sötétkamrában végzik. Ekkor még több ezüst-bromid redukálódik ezüstté, a lemez megfeketedik a kiváló ezüsttől. A feketedés annál nagyobb mértékű, minél több fény érte a lemez adott pontját. Így egy negatív kép keletkezik, ha kellő időben hagyják abba az előhívást.
A megmaradt ezüst-bromidot nátrium-tioszulfát-oldattal távolítják el, ugyanis a film nem vihető világosságra, ha még tartalmaz ezüst-bromidot. Ezt a folyamatot rögzítésnek vagy fixálásnak nevezik. A negatív képet ezután vízzel mossák, így már nem változik fény hatására. Pozitív képet úgy készítenek, hogy sötétkamrában egy szintén ezüst-bromidot tartalmazó fényérzékeny papírt a negatív képen keresztül megvilágítanak. Ezt is előhívják, fixálják, mossák és szárítják.
Színes kép úgy készíthető, hogy az ezüst-bromidot tartalmazó zselatinhoz különböző festékkeverékeket adnak.